# Galcanezumab
Il galcanezumab, conosciuto con il nome commerciale di Emgality, è un anticorpo monoclonale umanizzato usato per la prevenzione dell'emicrania. È impiegato anche contro gli attacchi di cefalea a grappolo. Effetti collaterali comuni includono dolore, arrossamento nel sito di iniezione. Altri effetti indesiderati osservati consistono in reazioni di ipersensibilità. Una molecola chiamata peptide correlato al gene della calcitonina (CGRP, ossia calcitonin gene-related peptide) si è dimostrata essere coinvolta nella dilatazione dei vasi sanguigni nel cervello, fenomeno alla base degli attacchi di emicrania. Galcanezumab è un anticorpo monoclonale (è, pertanto, una proteina) progettata per attaccare e per bloccare il CGRP, aiutando conseguentemente i vasi sanguigni a tornare al loro diametro normale. Ciò consente di eliminare la sintomatologia dell'emicrania.
L'anticorpo è stato sviluppato dalla casa farmaceutica Eli Lilly and Company e ne è stato approvato l'uso terapeutico negli Stati Uniti e nell'Unione Europea nel 2018, diventando il primo inibitore del CGRP la cui commercializzazione sia stata autorizzata. Nel 2019, il suo costo su base individuale per il trattamento dell'emicrania si aggirava attorno ai 7 000 dollari l'anno.

## Storia
Nel settembre 2018, galcanezumab-gnlm fu approvato negli Stati Uniti per la profilassi dell'emicrania negli adulti. La FDA statunitense ne ha approvato l'uso sulla base dei risultati di tre studi clinici (Trial 1/NCT02614183, Trial 2/NCT02614196 e Trial 3/NCT02614261) che hanno coinvolto un totale di 2 156 pazienti, dai 18 ai 65 anni di età, affetti da emicrania cronica o da attacchi emicranici ricorrenti. Questi studi sono stati condotti in modo coordinato tra 318 luoghi diversi, tra Asia, Canada, Europa, Israele, America Latina, Porto Rico e Stati Uniti.
Il primo e il secondo studio clinico coinvolsero pazienti con una storia di emicrania a sintomatologia intermittente. Ad alcuni di questi pazienti venne somministrato il galcanezumab una volta al mese per sei mesi, mentre alla restante parte dei soggetti studiati venne iniettato un placebo con la stessa posologia. Si trattava di esperimenti in doppio cieco. L'efficacia del farmaco fu significativa in quanto, nei pazienti che avevano ricevuto il galcanezumab, il numero medio di giorni con cefalea in un mese, durante il trattamento semestrale, si era notevolmente abbassato, a differenza di quanto accaduto nel gruppo di pazienti a cui era stato somministrato il placebo.
Il terzo studio clinico riguardò invece individui affetti da forme croniche di emicrania. Ai pazienti è stato somministrato il galcanezumab o, in alternativa, il placebo, una volta al mese per tre mesi. Anche questo studio fu condotto "in doppio cieco". Anche in questo caso il numero mensile di giornate con emicrania fu più basso tra i pazienti che avevano ricevuto l'anticorpo rispetto ai pazienti a cui era stato iniettato il placebo.
Nel novembre 2018, fu approvato nell'Unione Europea l'impiego del galcanezumab per la prevenzione degli episodi di emicrania nei pazienti che riferissero in media almeno quattro giorni di emicrania sintomatica al mese.
In tre ulteriori studi clinici effettuati, il galcanezumab si è rivelato capace di diminuire la frequenza dell'emicrania di circa due giorni al mese rispetto agli individui a cui è stato somministrato il placebo. In due di questi studi sono stati reclutati nel complesso 1 784 partecipanti affetti da emicrania ricorrente, avendo essi riferito di avere dai 4 ai 14 giorni al mese, in media, con emicrania; la porzione di pazienti che ha ricevuto l'anticorpo ha avuto una diminuzione media di 4-5 giorni di giorni con emicrania su base mensile, contro la diminuzione di 2-3 giorni riferita dai pazienti a cui era stato iniettato il placebo. Un terzo studio ha riguardato 1 117 individui con in media 15 o più giorni con emicrania ogni mese (tanto da poter considerare "cronica" la loro patologia), la diminuzione su base mensile dei giorni con sintomi è stata mediamente di 5 giorni in chi ha ricevuto l'anticorpo, mentre è stata mediamente di 3 giorni in chi ha ricevuto il placebo.
Nel giugno 2019, il galcanezumab è stato definitivamente approvato negli Stati Uniti per la terapia contro gli episodi di cefalea a grappolo negli adulti.
L'efficacia del galcanezumab nel trattamento degli episodi di cefalea a grappolo è stato dimostrato in uno studio clinico con 106 partecipanti; rispetto alla media degli episodi settimanali di cefalea, in un periodo di tre settimane, conteggiati prima dell'effettuazione dello studio, i pazienti che hanno ricevuto l'anticorpo hanno mostrato una diminuzione media di 8,7 episodi alla settimana, mentre i pazienti che hanno ricevuto il placebo hanno mostrano una diminuzione media di 5,2 episodi alla settimana.
La Food and Drug Administration, garantendo prima lo status di priority review e di breakthrough therapy (due condizioni che snelliscono l'iter di approvazione di un farmaco) al galcanezumab, ne ha poi approvato la commercializzazione a carico della Eli Lilly and Company; il farmaco è venduto con il nome commerciale di Emgality.